# Chaudenay (Saona i Loira)
Chaudenay és un municipi francès, situat al departament de Saona i Loira i a la regió de Borgonya - Franc Comtat. L'any 2007 tenia 962 habitants.

## Demografia

### Població
El 2007 la població de fet de Chaudenay era de 962 persones. Hi havia 350 famílies, de les quals 67 eren unipersonals (47 homes vivint sols i 20 dones vivint soles), 114 parelles sense fills, 149 parelles amb fills i 20 famílies monoparentals amb fills.
La població ha evolucionat segons el següent gràfic:
Habitants censats

### Habitatges
El 2007 hi havia 417 habitatges, 360 eren l'habitatge principal de la família, 29 eren segones residències i 28 estaven desocupats. 393 eren cases i 21 eren apartaments. Dels 360 habitatges principals, 312 estaven ocupats pels seus propietaris, 42 estaven llogats i ocupats pels llogaters i 6 estaven cedits a títol gratuït; 2 tenien una cambra, 13 en tenien dues, 32 en tenien tres, 93 en tenien quatre i 219 en tenien cinc o més. 285 habitatges disposaven pel capbaix d'una plaça de pàrquing. A 117 habitatges hi havia un automòbil i a 216 n'hi havia dos o més.

### Piràmide de població
La piràmide de població per edats i sexe el 2009 era:
| Homes | Edats   | Dones |
| ----- | ------- | ----- |
| 0     | 95 o +  | 4     |
| 0     | 90 a 94 | 8     |
| 0     | 85 a 89 | 16    |
| 4     | 80 a 84 | 4     |
| 16    | 75 a 79 | 24    |
| 4     | 70 a 74 | 4     |
| 12    | 65 a 69 | 24    |
| 32    | 60 a 64 | 24    |
| 20    | 55 a 59 | 16    |
| 24    | 50 a 54 | 28    |
| 36    | 45 a 49 | 44    |
| 32    | 40 a 44 | 32    |
| 36    | 35 a 39 | 16    |
| 44    | 30 a 34 | 52    |
| 0     | 25 a 29 | 20    |
| 24    | 20 a 24 | 12    |
| 32    | 15 a 19 | 36    |
| 20    | 10 a 14 | 40    |
| 36    | 5 a 9   | 36    |
| 8     | 0 a 4   | 12    |

## Economia
El 2007 la població en edat de treballar era de 618 persones, 470 eren actives i 148 eren inactives. De les 470 persones actives 450 estaven ocupades (235 homes i 215 dones) i 20 estaven aturades (11 homes i 9 dones). De les 148 persones inactives 61 estaven jubilades, 42 estaven estudiant i 45 estaven classificades com a «altres inactius».

### Ingressos
El 2009 a Chaudenay hi havia 379 unitats fiscals que integraven 1.022 persones, la mediana anual d'ingressos fiscals per persona era de 19.017 €.

### Activitats econòmiques
Dels 21 establiments que hi havia el 2007, 2 eren d'empreses de fabricació d'altres productes industrials, 7 d'empreses de construcció, 2 d'empreses de comerç i reparació d'automòbils, 2 d'empreses d'hostatgeria i restauració, 1 d'una empresa immobiliària, 2 d'empreses de serveis, 1 d'una entitat de l'administració pública i 4 d'empreses classificades com a «altres activitats de serveis».
Dels 6 establiments de servei als particulars que hi havia el 2009, 1 era un paleta, 1 guixaire pintor, 1 fusteria, 1 lampisteria, 1 electricista i 1 restaurant.
L'any 2000 a Chaudenay hi havia 5 explotacions agrícoles.

## Equipaments sanitaris i escolars
El 2009 hi havia una escola elemental.

## Poblacions més properes
El següent diagrama mostra les poblacions més properes.